# Bayer AG
A Bayer AG egy kutatásorientált német gyógyszeripari és vegyipari vállalat.

## Székhelye
A központja Németországban, Leverkusenben található.
A világ harmadik legnagyobb bevételű gyógyszergyára, 2008-ban 48 milliárd dollár bevételt ért el.
A Bayer egy 150 éves múlttal rendelkező, a világ több mint 150 országában jelen lévő vegyipari konszern.

## Története
Kezdetben volt két, kísérletező kedvű barát, Friedrich Bayer kereskedő és Johann Friedrich Weskott kelmefestő, valamint két konyhai tűzhely. Weskott a textilanyagok színezését tanulta, és közben vegyi ismereteket is szerzett. A kísérletek során rájöttek arra, hogyan állítható elő a fukszia szín.  1863. augusztus 1-jén megalapították Wuppertal-Barmenben a Friedr. Bayer et  Comp. céget. 
A vállalat rohamosan fejlődött, és 1881-ben részvénytársasággá alakították. 1881 és 1914 között nemzetközi szinten működő vegyi vállalattá fejlődött. A színanyagok előállítása tette ki a tevékenység nagyobb részét. 1883-ban Carl Duisberg kémikus is csatlakozott a céghez, és eredményes kutatásokba kezdett. 
Az első világháború törést jelentett a cég fejlődésében. Elveszítették a nagy exportpiacokat, a színanyagok és a gyógyszerek eladása csökkent. A cég fokozatosan a hadigazdálkodás része lett. 1917-ben beindult a dormageni üzem.
Az 1920-as évek közepén a világgazdaság stabilizálódott, de világossá vált, hogy a német festékipar nem tudja visszaszerezni régi helyét a világpiacon. Hat német vállalat létrehozta 1925-ben az I. G. Farbenindustrie Ag részvénytársaságot azzal a céllal, hogy versenyképesek legyenek, és új piacokat szerezzenek.  
1945 novemberében a győztes hatalmak lefoglalták a vállalatot, fel akarták számolni, hogy háborús jóvátételként szolgáljon. Erre azonban nem került sor.. 
A második világháború alatt másodszor veszítette el a cég a külföldi befektéseit, valamint az értékes szabadalmát. A Bayer újraindítása szorosan kapcsolódott a német Wirtschaftswunderhez. Négy évvel a háború befejezése után kezdték újra kiépíteni a külföldi kapcsolataikat. 

### Létszámcsökkentés 2018 novemberétől
2018 novemberében a Bayer cég vezetése úgy döntött, hogy a konszern megválik az állategészségügyi üzletágától és a továbbiakban gyógyszeripari, valamint mezőgazdasági üzletágaira összpontosít.  A szerkezeti átalakítás  következtében világszerte 12 ezer munkavállaló veszítheti el állását, a többségük Németországban.

## Főbb termékei

### Gyógyszeripari termékek
- Aspirin
- Heroin (diacetylmorphine)
- Prontozil, az első szulfonamid
- Ciprofloxacin
- Levitra
- Suramin

### Vegyipari termékek
- Poliuretán
- Polikarbonát
- Parathion
- Propoxur
- Flumetrin